# Dodder (rivier)
De rivier de Dodder is een van de grotere rivieren die door Dublin loopt en uitmondt in de rivier de Liffey vlak voordat deze laatste uitmondt in zee. Ondanks dat de Dodder wordt aangemerkt als een van de grotere rivieren is hij niet navigeerbaar: alleen op enkele kleine trajecten kan met kano's aan wildwatervaren worden gedaan.

## Route
De gehele rivier is ongeveer 26 km lang en voert vanaf de Wicklow Mountains via/door een aantal voorsteden en wijken van de Ierse hoofdstad Dublin. De rivier ontspringt in dezelfde heuvels als de grootste rivier van de omgeving de Liffey en komt uiteindelijk ook weer uit in die rivier.
De Dodder stroomt ten zuiden van de Liffey. Omdat de rivier niet te bevaren is werd in de 18e en 19e eeuw het Grand Canal gegraven. Dit Grand Canal ligt min of meer tussen de Liffey en Dodder in.
Van west naar oost loopt de rivier de volgende route:
- Wicklow Mountains
- Tallaght
- Firhouse
- Rathfarnham
- Templeogue
- Milltown
- Clonskeagh
- Donnybrook
- Ballsbridge
- Ringsend

## Gebruik
Zoals vermeld is de rivier over het algemeen niet te bevaren. Er zijn een paar stukjes waar aan wildwatervaren wordt gedaan. Daarnaast is de rivier een geliefd viswater voor sportvissers. Tijdens het open visseizoen zijn vergunningen, uitgegeven door de lokale visvereniging, verkrijgbaar bij de lokale sportviswinkels.

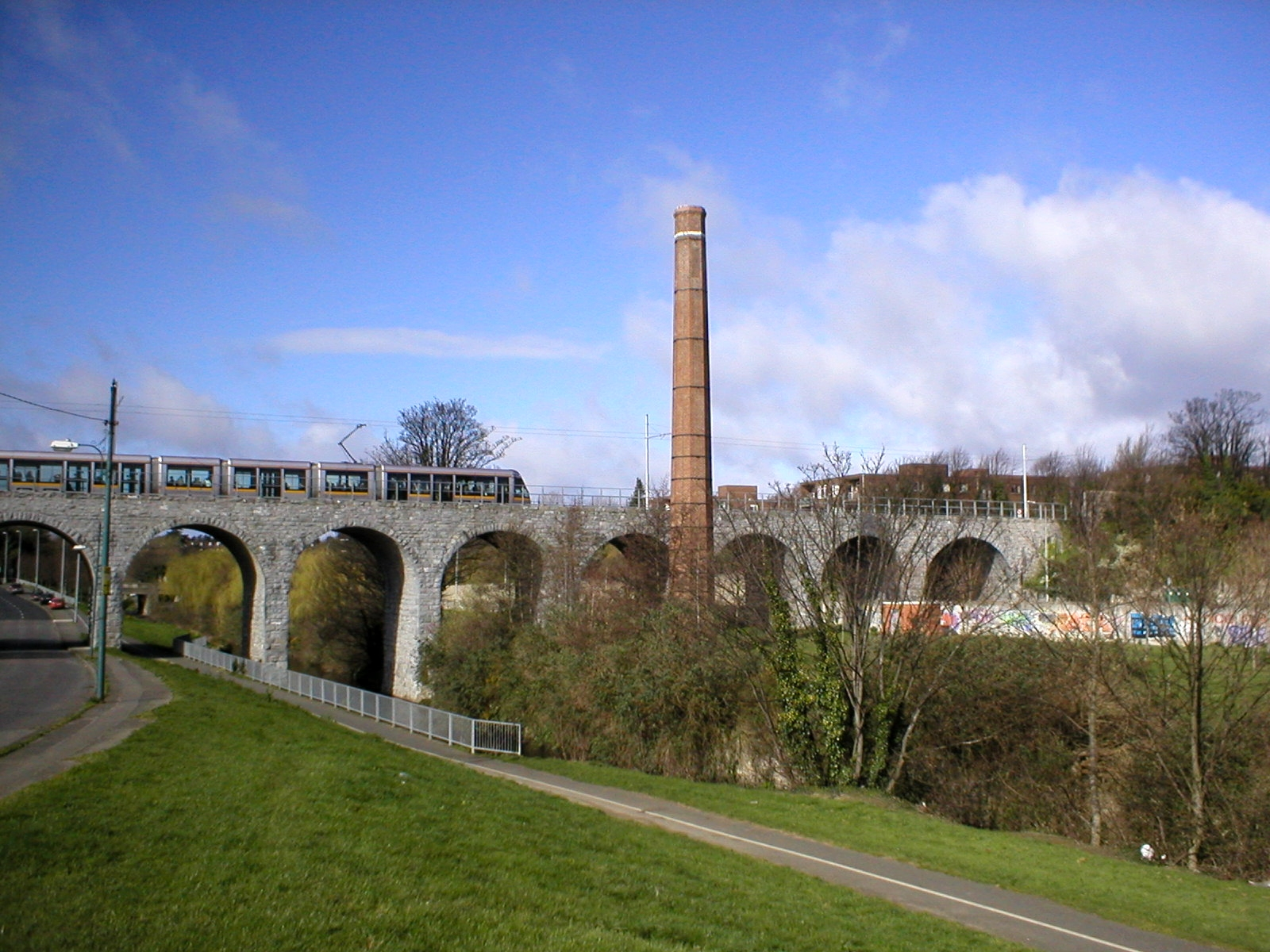
Nine Arches spoorbrug over de Dodder bij Milltown

### Watermolens
In het verleden werd het snelstromende water ook gebruikt als energiebron voor watermolens. Dit gebruik is de naamgever van een van de voorsteden waar de rivier doorheen stroomt: Milltown is vernoemd naar een watermolen bij een dam die ongeveer 100 meter benedenstrooms van de Nine Arches spoorbrug lag. Langs de rivier zijn over de jaren vele molens in gebruik geweest waaronder korenmolens en papiermolens

## Overstromingen
De rivier heeft een sterk wisselende afvoer: het waterpeil stijgt direct zodra het regent in het stroomgebied, en dan met name bij regen in de Wicklow Mountains neemt de afvoer direct sterk toe en stijgt het waterpeil. In het verleden heeft dit al diverse keren geleid tot overstromingen van de rivier<. Gedurende de laatste eeuwen zijn diverse grotere overstromingen beschreven: in een rapport van ene F.G. Dixon uit 1953 wordt verwezen naar overstromingen van de rivier in 1787, 1794, 1802, 1807, 1851, 1880, 1891 etc. Hierbij wordt de overstromingen van 1802 als meest ernstig aangeduid. Volgens dit overzicht gebeuren de meeste overstromingen gedurende het najaar en de winter. Een zware, meer recente, overstroming is die van 25/26 augustus 1986 die wordt aangeduid als de Hurricane Charley overstroming. Hierbij werd een debiet gemeten van 232 m³/s en vormde mede de basis om het hoogste te verwachten debiet naar boven bij te stellen.
De overstromingen komen vaak volledig onverwacht: er is weinig tot geen waarschuwing vooraf.
Bij de Hurricane Charley overstroming van 1986 werden meer dan 300 huizen/gebouwen direct getroffen. Bij een andere recente vloed op 1 februari 2002 werden zelfs 600 objecten getroffen in het lagere stroomgebied, dat stroomafwaarts ligt van de brug over de Lansdowne Road.
Naast onderzoeken naar de oorzaken van en de mogelijke maatregelen tegen schade door deze overstromingen heeft het gemeentebestuur van Dublin besloten een nieuw onderzoek te laten uitvoeren die CFRAMS genoemd wordt: River Dodder Catchment Flood Risk Assessment & Management Study en die in het eerste kwartaal van 2011 afgerond moet worden. Deze studie moet in beeld brengen hoe groot de risico's zijn, door wie en waar risico gelopen wordt en welke maatregelen genomen kunnen worden om schade door overstromingen te voorkomen.

### Maatregelen
Naast het laten uitvoeren van bovengenoemd onderzoek zijn in eerdere jaren al diverse maatregelen genomen: op verschillende plaatsen in de rivier zijn vrij hoge betonnen wanden aangebracht, het laatst in 1986 in Donnybrook.
Vanaf 2003 wordt er gewerkt aan de monding van de rivier en in 2006 werden werkzaamheden rond het creëren van aangewezen overstromingsgebieden opgeleverd. Ten slotte zijn er min of meer permanente flood prevention works in het lagere stroomgebied van de rivier vanaf 2007 De nieuwe studie, die dus in Q1/2011 afgerond moet zijn zal als bron dienen voor verdere maatregelen.